# Гагарина, Екатерина Петровна
Княгиня Екатерина Петровна Гагарина, урождённая Соймонова (23 мая 1790 — 27 февраля 1873) — жена дипломата князя Г. И. Гагарина, дочь статс-секретаря императрицы Екатерины II П. А. Соймонова, внучка историка И. Н. Болтина, сестра писательницы С. П. Свечиной.

## Биография

### Происхождение
Предки Екатерины Гагариной сыграли значительную роль в русской истории. Её отец, Петр Александрович Соймонов (1737—1800), был сенатором и действительным тайным советником, а мать Екатерина Ивановна (1756—1790) — дочерью генерала Ивана Болтина, известного историка, члена Российской академии. Екатерина родилась 23 мая 1790 году, её назвали в честь императрицы Екатерины II. Вскоре после рождения дочери её мать умерла.

### Детство и юность
Детство Екатерины прошло среди раздоров между отцом и бабушкой её по матери, хотевшей взять внучку к себе на воспитании. Дело дошло до Екатерины II, но Императрица не пожелала вмешиваться в семейные дела своего секретаря.
Обязанности придворного не мешали Соймонову посвящать достаточно времени дочери. Екатерина получила воспитание в духе своего времени под руководством француженки мадам Ребюфиль. В 1800 году, после смерти отца, Екатерину берет к себе её старшая сестра Софья Свечина. В петербургском доме генерала Свечина проходит её юность.

### Замужество
Будучи богатой невестой, Екатерина Петровна Соймонова вышла замуж за князя Григория Ивановича Гагарина (1782—1837). Венчание было в Петербурге 12 июля 1809 года в церкви Св. благоверного и великого князя Александра Невского при Военно-сиротском отделении. Первые годы их брака были весьма счастливыми. Княгиня вела светский образ жизни, карьера мужа складывалась успешно. Уже в 1811 году он становится статс-секретарем Государственного совета. Семья растет, в 1810 и в 1811 год рождаются сыновья.
Но в 1813 году супруги расходятся. Причина тому любовная связь князя Григория Гагарина с известной красавицей, фавориткой императора Марией Антоновной Нарышкиной. Тяжело переживая разрыв с мужем , Екатерина ищет выход в религии. Подобно своей знаменитой сестре, Софье Петровне Свечиной, княгиня Гагарина переходит в католичество. Неосторожная страсть князя Гагарина с Нарышкиной, положила конец его карьере. Император отправил свою фаворитку в путешествие, а статс-секретаря князя Гагарина в отставку.
В 1815 году происходит примирение супругов. После отъезда сестры навсегда в Париж, в 1816 году Екатерина Гагарина с мужем под предлогом поправления здоровья, уезжают за границу. С этого момента почти постоянно, с небольшими перерывами они живут за границей. Граф Ф. Г. Головкин писал 15 ноября 1816 года во Флоренции
…У нас теперь гостят князь и княгиня Гагарины очень милые люди, но которые здесь проездом. Он, до некоторой степени знаменитость. Красавица Нарышкина  в него влюбилась, и любовь их была настолько неосторожна, что ей посоветовали отправиться в путешествие, а статс-секретарь получил отставку. Благодаря этому он помирился со своей женой, с которой ради этой страсти расходился, и они теперь казались совершенно счастливыми… Княгиня Гагарина близкая подруга моей племянницы Толстой, и их связывает католицизм. Они находились во главе светских дам, отступивших от православной церкви, и их неосторожный пыл был причиной изгнания иезуитов из России. Здесь, где они свободно поклоняются Римскому Богу, они соблюдают чрезвычайную сдержанность, а в Петербурге они мечтали о мученичестве, как итальянки мечтают о любовнике.

В 1822 году князь Г. И. Гагарин возвращается на дипломатическую службу, занимая должность посланника в Риме, в 1833—1837 гг. в Мюнхене. Екатерина всё это время неотлучно находится при муже, выполняет обязанности жены дипломата, держит открытый дом. Дом посланника посещали Кипренский, К.Брюллов, Жуковский, А. И. Тургенев, Ф. И. Тютчев. По отзывам современников, Екатерина Гагарина отличалась высокими достоинствами ума и сердца. Жуковский характеризовал её в одном из писем к Д. П. Свербееву, как 
…очень замечательную и милую женщину.
В 1837 году Екатерина Павловна Гагарина овдовела. Она переезжает из Мюнхена в Париж к сестре, где салон Свечиной был центром католицизма. После смерти сестры в 1857 году Гагарина возвращается в Россию.

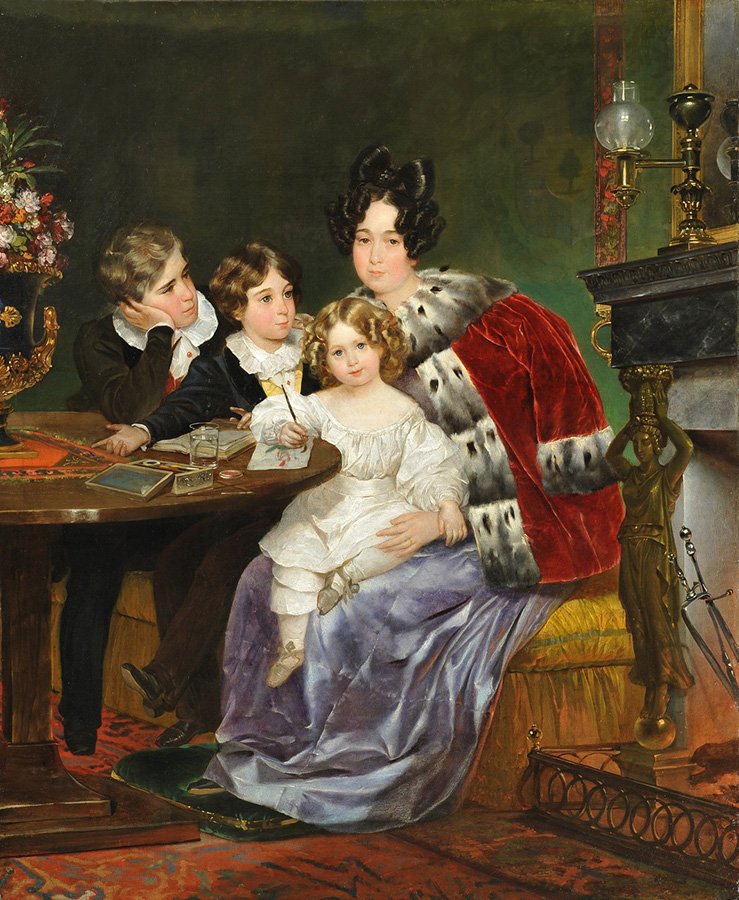
Е. П. Гагарина с сыновьями Евгением, Львом и Феофилом на портрет К. П. Брюллова (1824)

Скончалась княгиня Гагарина 27 февраля 1875 года и погребена в Москве, на Введенском кладбище (могила утрачена).

## Дети
В браке княгиня Гагарина имела пять сыновей:
- Григорий Григорьевич (1810—1883), художник.
- Евгений Григорьевич (1811—1886), статский советник.
- Лев Григорьевич (1818—1872)
- Феофил Григорьевич (1820—02.02.1854), один из видных собирателей древних русских и восточных монет, автор ряда публикаций по вопросам нумизматики. Состоял вторым секретарем при русской мисси во Франкфурте-на-Майне. Скончался в Висбадене от апоплексического удара[4].
- Александр Григорьевич (1827—1895)